# Arctozenus
Arctozenus (Gill, 1864) è un genere di pesci ossei marini appartenenti alla famiglia Paralepididae.

## Distribuzione e habitat
Il genere ha distribuzione cosmopolita. La specie A. risso è presente nel mar Mediterraneo<.
Sono pesci mesopelagici comuni tra i 200 e i 1000 metri ma che possono raggiungere profondità superiori ai 2000 metri.

## Biologia
Sono predatori. Uova e larve sono pelagiche.

## Tassonomia
Il genere comprende 2 specie:
- Arctozenus australis
- Arctozenus risso